# ホセ・ミゲル・クエト
ホセ・ミゲル・クエト（José Miguel Cueto, 1955年9月21日 - ）はアメリカ合衆国のヴァイオリン奏者。
サンフアンのサントゥルセ地区に生まれる。幼少時よりピアノとヴァイオリンを学び、プエルト・リコ音楽院に進学してホセ・フィゲロアにヴァイオリンを学んだ。プエルト・リコ音楽院を卒業後、1974年から1978年までピーボディ音楽院でバール・セノフスキーの教えを受けた。在学中の1975年には学内オーケストラのコンサートマスターに抜擢されて師のセノフスキー及びルッジェーロ・リッチとアントニオ・ヴィヴァルディの三重協奏曲で共演し、1977年から翌年にかけてプエルト・リコのカザルス音楽祭のオーケストラに参加している。卒業後はアルゼンチン人ピアニストのナンシー・ロルダンとデュオを結成して主に室内楽の分野で活躍する一方で、ボルティモア・オペラやワシントン・オペラのオーケストラ等のコンサートマスターを務める。
現在はセント・メアリーズ・カレッジ・オヴ・メリーランドのアーティスト・イン・レジデンス兼弦楽科主任教授を務めている。